# Élections départementales de 2021 dans la Creuse
Les élections départementales dans la Creuse ont lieu les 20 et 27 juin 2021.

## Contexte départemental

### Assemblée départementale sortante
Avant les élections, le conseil départemental de la Creuse est présidé par Valérie Simonet (LR).
Il comprend 30 conseillers départementaux issus des 15 cantons de la Creuse.
| Président du conseil départemental |       |       |      |                         |
| Valérie Simonet (LR)               |       |       |      |                         |
| Parti                              | Sigle | Sigle | Élus | Groupes                 |
| Majorité (16 sièges)               |       |       |      |                         |
| Les Républicains                   |       | LR    | 14   | Majorité départementale |
| Divers droite                      |       | DVD   | 2    | Majorité départementale |
| Opposition (14 sièges)             |       |       |      |                         |
| Parti socialiste                   |       | PS    | 13   | Gauche                  |
| Europe Écologie Les Verts          |       | EÉLV  | 1    | Gauche                  |

## Système électoral
Les élections ont lieu au scrutin majoritaire binominal à deux tours. Le système est paritaire : les candidatures sont présentées sous la forme d'un binôme composé d'une femme et d'un homme avec leurs suppléants (une femme et un homme également).
Pour être élu au premier tour, un binôme doit obtenir la majorité absolue des suffrages exprimés et un nombre de suffrages au moins égal à 25 % des électeurs inscrits. Si aucun binôme n'est élu au premier tour, seuls peuvent se présenter au second tour les binômes qui ont obtenu un nombre de suffrages au moins égal à 12,5 % des électeurs inscrits, sans possibilité pour les binômes de fusionner. Est élu au second tour le binôme qui obtient le plus grand nombre de voix.

## Résultats à l'échelle du département

### Résultats par nuances du ministère de l'Intérieur
Les nuances utilisées par le ministère de l'Intérieur ne tiennent pas compte des alliances locales.
| Binômes                  | Binômes                             | Binômes                  | Premier tour | Premier tour | Premier tour | Second tour | Second tour   | Second tour | Total | +/-           |  |
| Binômes                  | Binômes                             | Binômes                  | Voix         | %            | Sièges       | Voix        | %             | Sièges      | Total | +/-           |  |
| ------------------------ | ----------------------------------- | ------------------------ | ------------ | ------------ | ------------ | ----------- | ------------- | ----------- | ----- | ------------- |  |
|                          | Divers droite                       | DVD                      | 17 208       | 52,17        | 6            | 14 479      | 53,32         | 12          | 18    | 2             |  |
|                          | Parti socialiste                    | SOC                      | 4 485        | 13,60        | 0            | 5 361       | 19,74         | 8           | 8     | 2             |  |
|                          | Union à gauche                      | UG                       | 3 024        | 9,17         | 0            | 2 740       | 10,09         | 2           | 2     | 2             |  |
|                          | Divers gauche                       | DVG                      | 2 394        | 7,26         | 0            | 3 096       | 11,40         | 2           | 2     | 2             |  |
|                          | Divers                              | DIV                      | 1 234        | 3,73         | 0            | 866         | 3,19          | 0           | 0     | en stagnation |  |
|                          | Écologiste                          | ECO                      | 892          | 2,70         | 0            | 613         | 2,26          | 0           | 0     | en stagnation |  |
|                          | La République en marche             | REM                      | 732          | 2,22         | 0            |             |               |             | 0     | Nv.           |  |
|                          | Union à gauche avec des écologistes | UGE                      | 668          | 2,03         | 0            | 0           | Nv.           |             |       |               |  |
|                          | La France Insoumise                 | FI                       | 602          | 1,83         | 0            | 0           | en stagnation |             |       |               |  |
|                          | Rassemblement national              | RN                       | 1 749        | 5,30         | 0            | 0           | en stagnation |             |       |               |  |
|                          |                                     |                          |              |              |              |             |               |             |       |               |  |
| Suffrages exprimés       | Suffrages exprimés                  | Suffrages exprimés       | 32 985       | 91,99        |              | 27 155      | 92,04         |             |       |               |  |
| Votes blancs             | Votes blancs                        | Votes blancs             | 1 798        | 5,01         | 1 338        | 4,54        |               |             |       |               |  |
| Votes nuls               | Votes nuls                          | Votes nuls               | 1 075        | 3,00         | 1 010        | 3,42        |               |             |       |               |  |
| Total                    | Total                               | Total                    | 35 858       | 100          | 6            |             | 100           | 24          | 30    | en stagnation |  |
| Abstentions              | Abstentions                         | Abstentions              | 54 900       | 60,49        |              | 42 516      | 59,03         |             |       |               |  |
| Inscrits / participation | Inscrits / participation            | Inscrits / participation | 90 758       | 39,51        | 72 019       | 40,97       |               |             |       |               |  |

### Assemblée départementale élue
| Président du conseil départemental |       |       |      |                         |
| Valérie Simonet (LR)               |       |       |      |                         |
| Parti                              | Sigle | Sigle | Élus | Groupes                 |
| Majorité (18 sièges)               |       |       |      |                         |
| Les Républicains                   |       | LR    | 14   | Majorité départementale |
| Divers droite                      |       | DVD   | 4    | Majorité départementale |
| Opposition (12 sièges)             |       |       |      |                         |
| Parti socialiste                   |       | PS    | 11   | Gauche                  |
| Divers gauche                      |       | DVG   | 1    | Gauche                  |

### Élus par canton
| Canton          | Conseiller Sortant      | Parti | Parti | Conseiller élu         | Parti | Parti |
| --------------- | ----------------------- | ----- | ----- | ---------------------- | ----- | ----- |
| Ahun            | Catherine Defemme       |       | LR    | Catherine Defemme      |       | LR    |
| Ahun            | Thierry Gaillard        |       | LR    | Thierry Gaillard       |       | LR    |
| Aubusson        | Jean-Baptiste Dumontant |       | PS    | Laurence Chevreux      |       | DVD   |
| Aubusson        | Nicole Pallier          |       | PS    | Valéry-Jean Martin     |       | DVD   |
| Auzances        | Jérémy Sauty            |       | LR    | Jérémy Sauty           |       | LR    |
| Auzances        | Valérie Simonet         |       | LR    | Valérie Simonet        |       | LR    |
| Bonnat          | Guy Marsaleix           |       | LR    | Guy Marsaleix          |       | LR    |
| Bonnat          | Hélène Pilat            |       | LR    | Hélène Pilat           |       | LR    |
| Bourganeuf      | Marinette Jouannetaud   |       | PS    | Marinette Jouannetaud  |       | PS    |
| Bourganeuf      | Jean-Jacques Lozach     |       | PS    | Jean-Jacques Lozach    |       | PS    |
| Boussac         | Franck Foulon           |       | LR    | Franck Foulon          |       | LR    |
| Boussac         | Catherine Graveron      |       | LR    | Catherine Graveron     |       | LR    |
| Dun-le-Palestel | Laurent Daulny          |       | LR    | Laurent Daulny         |       | LR    |
| Dun-le-Palestel | Hélène Faivre           |       | LR    | Hélène Faivre          |       | LR    |
| Évaux-les-Bains | Nicolas Simonnet        |       | LR    | Nicolas Simonnet       |       | LR    |
| Évaux-les-Bains | Marie-Thérèse Vialle    |       | LR    | Marie-Thérèse Vialle   |       | LR    |
| Felletin        | Agnès Guillemot         |       | PS    | Jean-Luc Léger         |       | PS    |
| Felletin        | Jean-Luc Léger          |       | PS    | Renée Nicoux           |       | PS    |
| Gouzon          | Marie-Christine Bunlon  |       | LR    | Marie-Christine Bunlon |       | LR    |
| Gouzon          | Patrice Morançais       |       | LR    | Patrice Morançais      |       | LR    |
| Le Grand-Bourg  | Annie Chamberaud        |       | DVD   | Bertrand Labar         |       | DVD   |
| Le Grand-Bourg  | Bertrand Labar          |       | DVD   | Delphine Richard       |       | DVD   |
| Guéret-1        | Guy Avizou              |       | PS    | Thierry Bourguignon    |       | PS    |
| Guéret-1        | Isabelle Pénicaud       |       | PS    | Isabelle Pénicaud      |       | PS    |
| Guéret-2        | Pauline Cazier          |       | EÉLV  | Eric Bodeau            |       | PS    |
| Guéret-2        | Éric Jeansannetas       |       | PS    | Mary-Lyne Coindat      |       | DVG   |
| Saint-Vaury     | Philippe Bayol          |       | PS    | Philippe Bayol         |       | PS    |
| Saint-Vaury     | Armelle Martin          |       | PS    | Armelle Martin         |       | PS    |
| La Souterraine  | Marie-France Galbrun    |       | PS    | Patrice Filloux        |       | PS    |
| La Souterraine  | Étienne Lejeune         |       | PS    | Marie-France Galbrun   |       | PS    |

## Résultats par canton
Les binômes sont présentés par ordre décroissant des résultats au premier tour. En cas de victoire au second tour du binôme arrivé en deuxième place au premier, ses résultats sont indiqués en gras.

### Canton d'Ahun
| Candidats                | Candidats                | Partis                   | Nuance                   | Premier tour | Premier tour | Second tour | Second tour |
| Candidats                | Candidats                | Partis                   | Nuance                   | Voix         | %            | Voix        | %           |
| ------------------------ | ------------------------ | ------------------------ | ------------------------ | ------------ | ------------ | ----------- | ----------- |
|                          | Catherine Defemme        | LR                       | DVD                      | 1 167        | 48,58        | 1 438       | 58,17       |
|                          | Thierry Gaillard         | LR                       | DVD                      | 1 167        | 48,58        | 1 438       | 58,17       |
|                          | Thierry Cotiche          | DVG                      | DVG                      | 910          | 37,89        | 1 034       | 41,83       |
|                          | Patricia Laplanche       | DVG                      | DVG                      | 910          | 37,89        | 1 034       | 41,83       |
|                          | Damien Demarigny         | RN                       | RN                       | 325          | 13,53        |             |             |
|                          | Geneviève Veslin         | RN                       | RN                       | 325          | 13,53        |             |             |
|                          |                          |                          |                          |              |              |             |             |
| Suffrages exprimés       | Suffrages exprimés       | Suffrages exprimés       | Suffrages exprimés       | 2 402        | 93,39        | 2 472       | 92,69       |
| Votes blancs             | Votes blancs             | Votes blancs             | Votes blancs             | 105          | 4,08         | 108         | 4,05        |
| Votes nuls               | Votes nuls               | Votes nuls               | Votes nuls               | 65           | 2,53         | 87          | 3,26        |
| Total                    | Total                    | Total                    | Total                    | 2 572        | 100          | 2 667       | 100         |
| Abstention               | Abstention               | Abstention               | Abstention               | 3 035        | 54,13        | 2 940       | 52,43       |
| Inscrits / participation | Inscrits / participation | Inscrits / participation | Inscrits / participation | 5 607        | 45,87        | 5 607       | 47,57       |

### Canton d'Aubusson
| Candidats                | Candidats                | Partis                   | Nuance                   | Premier tour | Premier tour | Second tour | Second tour |
| Candidats                | Candidats                | Partis                   | Nuance                   | Voix         | %            | Voix        | %           |
| ------------------------ | ------------------------ | ------------------------ | ------------------------ | ------------ | ------------ | ----------- | ----------- |
|                          | Laurence Chevreux        | DVD                      | DVD                      | 1 374        | 52,30        | 1 768       | 64,86       |
|                          | Valéry-Jean Martin       | DVD                      | DVD                      | 1 374        | 52,30        | 1 768       | 64,86       |
|                          | Michel Gomy              | DVG                      | DVG                      | 532          | 20,25        | 958         | 35,14       |
|                          | Isabelle Laycuras Pisani | DVG                      | DVG                      | 532          | 20,25        | 958         | 35,14       |
|                          | Stéphane Ducourtioux     | PS                       | DVG                      | 413          | 15,72        |             |             |
|                          | Stéphanie Pinguet        | DVG                      | DVG                      | 413          | 15,72        |             |             |
|                          | Pierrette Bidon          | EÉLV                     | UGE                      | 308          | 11,72        |             |             |
|                          | Arnaud Chapal            | EÉLV                     | UGE                      | 308          | 11,72        |             |             |
|                          |                          |                          |                          |              |              |             |             |
| Suffrages exprimés       | Suffrages exprimés       | Suffrages exprimés       | Suffrages exprimés       | 2 627        | 93,52        | 2 726       | 91,38       |
| Votes blancs             | Votes blancs             | Votes blancs             | Votes blancs             | 113          | 4,02         | 143         | 4,79        |
| Votes nuls               | Votes nuls               | Votes nuls               | Votes nuls               | 69           | 2,46         | 114         | 3,82        |
| Total                    | Total                    | Total                    | Total                    | 2 809        | 100          | 2 983       | 100         |
| Abstention               | Abstention               | Abstention               | Abstention               | 4 159        | 59,69        | 3 983       | 57,18       |
| Inscrits / participation | Inscrits / participation | Inscrits / participation | Inscrits / participation | 6 968        | 40,31        | 6 966       | 42,82       |

### Canton d'Auzances
| Candidats                | Candidats                | Partis                   | Nuance                   | Premier tour | Premier tour |
| Candidats                | Candidats                | Partis                   | Nuance                   | Voix         | %            |
| ------------------------ | ------------------------ | ------------------------ | ------------------------ | ------------ | ------------ |
|                          | Jérémie Sauty            | LR                       | DVD                      | 2 255        | 80,85        |
|                          | Valérie Simonet          | LR                       | DVD                      | 2 255        | 80,85        |
|                          | Fabrice Besseige         | PS                       | UG                       | 534          | 19,15        |
|                          | Patricia Giraud          | PS                       | UG                       | 534          | 19,15        |
|                          |                          |                          |                          |              |              |
| Suffrages exprimés       | Suffrages exprimés       | Suffrages exprimés       | Suffrages exprimés       | 2 789        | 93,28        |
| Votes blancs             | Votes blancs             | Votes blancs             | Votes blancs             | 122          | 4,08         |
| Votes nuls               | Votes nuls               | Votes nuls               | Votes nuls               | 79           | 2,64         |
| Total                    | Total                    | Total                    | Total                    | 2 990        | 100          |
| Abstention               | Abstention               | Abstention               | Abstention               | 3 490        | 53,86        |
| Inscrits / participation | Inscrits / participation | Inscrits / participation | Inscrits / participation | 6 480        | 46,14        |

### Canton de Bonnat
| Candidats                | Candidats                | Partis                   | Nuance                   | Premier tour | Premier tour | Second tour | Second tour |
| Candidats                | Candidats                | Partis                   | Nuance                   | Voix         | %            | Voix        | %           |
| ------------------------ | ------------------------ | ------------------------ | ------------------------ | ------------ | ------------ | ----------- | ----------- |
|                          | Guy Marsaleix            | LR                       | DVD                      | 1 385        | 70,23        | 1 485       | 70,78       |
|                          | Hélène Pilat             | LR                       | DVD                      | 1 385        | 70,23        | 1 485       | 70,78       |
|                          | Sylvain Duqueroix        | EÉLV                     | ECO                      | 587          | 29,77        | 613         | 29,22       |
|                          | Julie Nicolas            | EÉLV                     | ECO                      | 587          | 29,77        | 613         | 29,22       |
|                          |                          |                          |                          |              |              |             |             |
| Suffrages exprimés       | Suffrages exprimés       | Suffrages exprimés       | Suffrages exprimés       | 1 972        | 90,21        | 2 098       | 92,26       |
| Votes blancs             | Votes blancs             | Votes blancs             | Votes blancs             | 120          | 5,49         | 96          | 4,22        |
| Votes nuls               | Votes nuls               | Votes nuls               | Votes nuls               | 94           | 4,30         | 80          | 3,52        |
| Total                    | Total                    | Total                    | Total                    | 2 186        | 100          | 2 274       | 100         |
| Abstention               | Abstention               | Abstention               | Abstention               | 3 585        | 62,12        | 3 496       | 60,59       |
| Inscrits / participation | Inscrits / participation | Inscrits / participation | Inscrits / participation | 5 771        | 37,88        | 5 770       | 39,41       |

### Canton de Bourganeuf
| Candidats                | Candidats                | Partis                   | Nuance                   | Premier tour | Premier tour | Second tour | Second tour |
| Candidats                | Candidats                | Partis                   | Nuance                   | Voix         | %            | Voix        | %           |
| ------------------------ | ------------------------ | ------------------------ | ------------------------ | ------------ | ------------ | ----------- | ----------- |
|                          | Marinette Jouannetaud    | PS                       | SOC                      | 973          | 54,42        | 1 084       | 59,50       |
|                          | Jean-Jacques Lozach      | PS                       | SOC                      | 973          | 54,42        | 1 084       | 59,50       |
|                          | Sylvain Gaudy            | DVD                      | DVD                      | 547          | 30,59        | 738         | 40,50       |
|                          | Arlette Jacob            | DVD                      | DVD                      | 547          | 30,59        | 738         | 40,50       |
|                          | Michel Denis             | RN                       | RN                       | 268          | 14,99        |             |             |
|                          | Katia Turbin             | RN                       | RN                       | 268          | 14,99        |             |             |
|                          |                          |                          |                          |              |              |             |             |
| Suffrages exprimés       | Suffrages exprimés       | Suffrages exprimés       | Suffrages exprimés       | 1 788        | 93,56        | 1 822       | 92,21       |
| Votes blancs             | Votes blancs             | Votes blancs             | Votes blancs             | 73           | 3,82         | 77          | 3,90        |
| Votes nuls               | Votes nuls               | Votes nuls               | Votes nuls               | 50           | 2,62         | 77          | 3,90        |
| Total                    | Total                    | Total                    | Total                    | 1 911        | 100          | 1 976       | 100         |
| Abstention               | Abstention               | Abstention               | Abstention               | 2 797        | 59,41        | 2 724       | 57,96       |
| Inscrits / participation | Inscrits / participation | Inscrits / participation | Inscrits / participation | 4 708        | 40,59        | 4 700       | 42,04       |

### Canton de Boussac
| Candidats                | Candidats                | Partis                   | Nuance                   | Premier tour | Premier tour | Second tour | Second tour |
| Candidats                | Candidats                | Partis                   | Nuance                   | Voix         | %            | Voix        | %           |
| ------------------------ | ------------------------ | ------------------------ | ------------------------ | ------------ | ------------ | ----------- | ----------- |
|                          | Franck Foulon            | LR                       | DVD                      | 901          | 48,81        | 1 187       | 57,82       |
|                          | Catherine Graveron       | LR                       | DVD                      | 901          | 48,81        | 1 187       | 57,82       |
|                          | Cécile Chezeau           | DVG                      | DIV                      | 565          | 30,61        | 866         | 42,18       |
|                          | Yves Thomazon            | DVG                      | DIV                      | 565          | 30,61        | 866         | 42,18       |
|                          | Stéphane Briault         | PCF                      | UG                       | 380          | 20,59        |             |             |
|                          | Isabelle Humbert         | PCF                      | UG                       | 380          | 20,59        |             |             |
|                          |                          |                          |                          |              |              |             |             |
| Suffrages exprimés       | Suffrages exprimés       | Suffrages exprimés       | Suffrages exprimés       | 1 846        | 93,56        | 2 053       | 92,27       |
| Votes blancs             | Votes blancs             | Votes blancs             | Votes blancs             | 71           | 3,60         | 112         | 5,03        |
| Votes nuls               | Votes nuls               | Votes nuls               | Votes nuls               | 56           | 2,84         | 60          | 2,70        |
| Total                    | Total                    | Total                    | Total                    | 1 973        | 100          | 2 225       | 100         |
| Abstention               | Abstention               | Abstention               | Abstention               | 2 988        | 60,23        | 2 735       | 55,14       |
| Inscrits / participation | Inscrits / participation | Inscrits / participation | Inscrits / participation | 4 961        | 39,77        | 4 960       | 44,86       |

### Canton de Dun-le-Palestel
| Candidats                | Candidats                | Partis                   | Nuance                   | Premier tour | Premier tour | Second tour | Second tour |
| Candidats                | Candidats                | Partis                   | Nuance                   | Voix         | %            | Voix        | %           |
| ------------------------ | ------------------------ | ------------------------ | ------------------------ | ------------ | ------------ | ----------- | ----------- |
|                          | Laurent Daulny           | LR                       | DVD                      | 1 445        | 63,74        | 1 537       | 68,59       |
|                          | Hélène Faivre            | LR                       | DVD                      | 1 445        | 63,74        | 1 537       | 68,59       |
|                          | Jean-Claude Carpentier   | PS                       | UG                       | 517          | 22,81        | 704         | 31,41       |
|                          | Simone Riollet-Gorsic    | PS                       | UG                       | 517          | 22,81        | 704         | 31,41       |
|                          | Bénédicte Bouché         | LFI                      | ECO                      | 305          | 13,45        |             |             |
|                          | Gilles Escoffier         | EÉLV                     | ECO                      | 305          | 13,45        |             |             |
|                          |                          |                          |                          |              |              |             |             |
| Suffrages exprimés       | Suffrages exprimés       | Suffrages exprimés       | Suffrages exprimés       | 2 267        | 93,45        | 2 241       | 91,66       |
| Votes blancs             | Votes blancs             | Votes blancs             | Votes blancs             | 97           | 4,00         | 120         | 4,91        |
| Votes nuls               | Votes nuls               | Votes nuls               | Votes nuls               | 62           | 2,56         | 84          | 3,44        |
| Total                    | Total                    | Total                    | Total                    | 2 426        | 100          | 2 445       | 100         |
| Abstention               | Abstention               | Abstention               | Abstention               | 3 863        | 61,42        | 3 846       | 61,13       |
| Inscrits / participation | Inscrits / participation | Inscrits / participation | Inscrits / participation | 6 289        | 38,58        | 6 291       | 38,87       |

### Canton d'Évaux-les-Bains
| Candidats                | Candidats                | Partis                   | Nuance                   | Premier tour | Premier tour |
| Candidats                | Candidats                | Partis                   | Nuance                   | Voix         | %            |
| ------------------------ | ------------------------ | ------------------------ | ------------------------ | ------------ | ------------ |
|                          | Nicolas Simonnet         | LR                       | DVD                      | 1 237        | 65,00        |
|                          | Marie-Thérèse Vialle     | LR                       | DVD                      | 1 237        | 65,00        |
|                          | Jean Auclair             | DVD                      | DIV                      | 666          | 35,00        |
|                          | Stéphanie Dufour         | DVD                      | DIV                      | 666          | 35,00        |
|                          |                          |                          |                          |              |              |
| Suffrages exprimés       | Suffrages exprimés       | Suffrages exprimés       | Suffrages exprimés       | 1 903        | 87,78        |
| Votes blancs             | Votes blancs             | Votes blancs             | Votes blancs             | 145          | 6,69         |
| Votes nuls               | Votes nuls               | Votes nuls               | Votes nuls               | 120          | 5,54         |
| Total                    | Total                    | Total                    | Total                    | 2 168        | 100          |
| Abstention               | Abstention               | Abstention               | Abstention               | 2 488        | 53,44        |
| Inscrits / participation | Inscrits / participation | Inscrits / participation | Inscrits / participation | 4 656        | 46,56        |

### Canton de Felletin
| Candidats                | Candidats                | Partis                   | Nuance                   | Premier tour | Premier tour | Second tour | Second tour |
| Candidats                | Candidats                | Partis                   | Nuance                   | Voix         | %            | Voix        | %           |
| ------------------------ | ------------------------ | ------------------------ | ------------------------ | ------------ | ------------ | ----------- | ----------- |
|                          | Jean-Luc Léger           | PS                       | UG                       | 809          | 40,09        | 1 209       | 52,41       |
|                          | Renée Nicoux             | PS                       | UG                       | 809          | 40,09        | 1 209       | 52,41       |
|                          | Pascal Lerousseau        | LR                       | DVD                      | 804          | 39,84        | 1 098       | 47,59       |
|                          | Corinne Terrade          | DVD                      | DVD                      | 804          | 39,84        | 1 098       | 47,59       |
|                          | Arnaud Palierne          | LFI                      | FI                       | 405          | 20,07        |             |             |
|                          | Audrey Senaud            | LFI                      | FI                       | 405          | 20,07        |             |             |
|                          |                          |                          |                          |              |              |             |             |
| Suffrages exprimés       | Suffrages exprimés       | Suffrages exprimés       | Suffrages exprimés       | 2 018        | 91,48        | 2 307       | 91,80       |
| Votes blancs             | Votes blancs             | Votes blancs             | Votes blancs             | 110          | 4,99         | 124         | 4,93        |
| Votes nuls               | Votes nuls               | Votes nuls               | Votes nuls               | 78           | 3,54         | 82          | 3,26        |
| Total                    | Total                    | Total                    | Total                    | 2 206        | 100          | 2 513       | 100         |
| Abstention               | Abstention               | Abstention               | Abstention               | 2 899        | 56,79        | 2 593       | 50,78       |
| Inscrits / participation | Inscrits / participation | Inscrits / participation | Inscrits / participation | 5 105        | 43,21        | 5 106       | 49,22       |

### Canton de Gouzon
| Candidats                | Candidats                | Partis                   | Nuance                   | Premier tour | Premier tour |
| Candidats                | Candidats                | Partis                   | Nuance                   | Voix         | %            |
| ------------------------ | ------------------------ | ------------------------ | ------------------------ | ------------ | ------------ |
|                          | Marie-Christine Bunlon   | LR                       | DVD                      | 2 445        | 100          |
|                          | Patrice Morançais        | LR                       | DVD                      | 2 445        | 100          |
|                          |                          |                          |                          |              |              |
| Suffrages exprimés       | Suffrages exprimés       | Suffrages exprimés       | Suffrages exprimés       | 2 445        | 82,16        |
| Votes blancs             | Votes blancs             | Votes blancs             | Votes blancs             | 385          | 12,94        |
| Votes nuls               | Votes nuls               | Votes nuls               | Votes nuls               | 146          | 4,91         |
| Total                    | Total                    | Total                    | Total                    | 2 976        | 100          |
| Abstention               | Abstention               | Abstention               | Abstention               | 4 624        | 60,84        |
| Inscrits / participation | Inscrits / participation | Inscrits / participation | Inscrits / participation | 7 600        | 39,16        |

### Canton du Grand-Bourg
| Candidats                | Candidats                | Partis                   | Nuance                   | Premier tour | Premier tour | Second tour | Second tour |
| Candidats                | Candidats                | Partis                   | Nuance                   | Voix         | %            | Voix        | %           |
| ------------------------ | ------------------------ | ------------------------ | ------------------------ | ------------ | ------------ | ----------- | ----------- |
|                          | Bertrand Labar           | DVD                      | DVD                      | 1 160        | 53,60        | 1 438       | 63,49       |
|                          | Delphine Richard         | DVD                      | DVD                      | 1 160        | 53,60        | 1 438       | 63,49       |
|                          | Joëlle Devaud            | PS                       | UG                       | 767          | 35,44        | 827         | 36,51       |
|                          | Olivier Mouveroux        | PCF                      | UG                       | 767          | 35,44        | 827         | 36,51       |
|                          | Michel Berger            | RN                       | RN                       | 237          | 10,95        |             |             |
|                          | Chantal Naudin           | RN                       | RN                       | 237          | 10,95        |             |             |
|                          |                          |                          |                          |              |              |             |             |
| Suffrages exprimés       | Suffrages exprimés       | Suffrages exprimés       | Suffrages exprimés       | 2 164        | 94,50        | 2 265       | 93,40       |
| Votes blancs             | Votes blancs             | Votes blancs             | Votes blancs             | 80           | 3,49         | 81          | 3,34        |
| Votes nuls               | Votes nuls               | Votes nuls               | Votes nuls               | 46           | 2,01         | 79          | 3,26        |
| Total                    | Total                    | Total                    | Total                    | 2 290        | 100          | 2 425       | 100         |
| Abstention               | Abstention               | Abstention               | Abstention               | 3 296        | 59,00        | 3 162       | 56,60       |
| Inscrits / participation | Inscrits / participation | Inscrits / participation | Inscrits / participation | 5 586        | 41,00        | 5 587       | 43,40       |

### Canton de Guéret-1
| Candidats                | Candidats                | Partis                   | Nuance                   | Premier tour | Premier tour | Second tour | Second tour |
| Candidats                | Candidats                | Partis                   | Nuance                   | Voix         | %            | Voix        | %           |
| ------------------------ | ------------------------ | ------------------------ | ------------------------ | ------------ | ------------ | ----------- | ----------- |
|                          | Thierry Bourguignon      | PS                       | SOC                      | 1 137        | 54,19        | 1 372       | 62,96       |
|                          | Isabelle Pénicaud        | PS                       | SOC                      | 1 137        | 54,19        | 1 372       | 62,96       |
|                          | Karine Mourguy           | DVD                      | DVD                      | 474          | 22,59        | 807         | 37,04       |
|                          | Jean-François Thomas     | DVD                      | DVD                      | 474          | 22,59        | 807         | 37,04       |
|                          | Jonathan Brahim          | RN                       | RN                       | 244          | 11,63        |             |             |
|                          | Maria-Luisa Fay          | RN                       | RN                       | 244          | 11,63        |             |             |
|                          | Sylvie Dalby             | LREM                     | REM                      | 243          | 11,58        |             |             |
|                          | Yannick Pilipovic        | LREM                     | REM                      | 243          | 11,58        |             |             |
|                          |                          |                          |                          |              |              |             |             |
| Suffrages exprimés       | Suffrages exprimés       | Suffrages exprimés       | Suffrages exprimés       | 2 098        | 94,76        | 2 179       | 93,72       |
| Votes blancs             | Votes blancs             | Votes blancs             | Votes blancs             | 71           | 3,21         | 80          | 3,44        |
| Votes nuls               | Votes nuls               | Votes nuls               | Votes nuls               | 45           | 2,03         | 66          | 2,84        |
| Total                    | Total                    | Total                    | Total                    | 2 214        | 100          | 2 325       | 100         |
| Abstention               | Abstention               | Abstention               | Abstention               | 4 611        | 67,56        | 4 280       | 64,80       |
| Inscrits / participation | Inscrits / participation | Inscrits / participation | Inscrits / participation | 6 825        | 32,44        | 6 605       | 35,20       |

### Canton de Guéret-2
| Candidats                | Candidats                | Partis                   | Nuance                   | Premier tour | Premier tour | Second tour | Second tour |
| Candidats                | Candidats                | Partis                   | Nuance                   | Voix         | %            | Voix        | %           |
| ------------------------ | ------------------------ | ------------------------ | ------------------------ | ------------ | ------------ | ----------- | ----------- |
|                          | Eric Bodeau              | PS                       | DVG                      | 539          | 28,01        | 1 104       | 51,78       |
|                          | Mary-Lyne Coindat        | DVG                      | DVG                      | 539          | 28,01        | 1 104       | 51,78       |
|                          | Thierry Delaitre         | DVD                      | DVD                      | 536          | 27,86        | 1 028       | 48,22       |
|                          | Annick Lenoble Junjaud   | DVD                      | DVD                      | 536          | 27,86        | 1 028       | 48,22       |
|                          | Célia Boiron             | LREM                     | REM                      | 489          | 25,42        |             |             |
|                          | Jean-Baptiste Moreau     | LREM                     | REM                      | 489          | 25,42        |             |             |
|                          | Marie-Hélène Charles     | LFI                      | UGE                      | 360          | 18,71        |             |             |
|                          | Quentin Picquenot        | EÉLV                     | UGE                      | 360          | 18,71        |             |             |
|                          |                          |                          |                          |              |              |             |             |
| Suffrages exprimés       | Suffrages exprimés       | Suffrages exprimés       | Suffrages exprimés       | 1 924        | 93,04        | 2 132       | 90,68       |
| Votes blancs             | Votes blancs             | Votes blancs             | Votes blancs             | 87           | 4,21         | 131         | 5,57        |
| Votes nuls               | Votes nuls               | Votes nuls               | Votes nuls               | 57           | 2,76         | 88          | 3,74        |
| Total                    | Total                    | Total                    | Total                    | 2 068        | 100          | 2 351       | 100         |
| Abstention               | Abstention               | Abstention               | Abstention               | 4 065        | 66,28        | 3 784       | 61,68       |
| Inscrits / participation | Inscrits / participation | Inscrits / participation | Inscrits / participation | 6 133        | 33,72        | 6 135       | 38,32       |

### Canton de Saint-Vaury
| Candidats                | Candidats                | Partis                   | Nuance                   | Premier tour | Premier tour | Second tour | Second tour |
| Candidats                | Candidats                | Partis                   | Nuance                   | Voix         | %            | Voix        | %           |
| ------------------------ | ------------------------ | ------------------------ | ------------------------ | ------------ | ------------ | ----------- | ----------- |
|                          | Philippe Bayol           | PS                       | SOC                      | 1 387        | 54,35        | 1 600       | 60,68       |
|                          | Armelle Martin           | PS                       | SOC                      | 1 387        | 54,35        | 1 600       | 60,68       |
|                          | Corinne Commergnat       | DVD                      | DVD                      | 832          | 32,60        | 1 037       | 39,32       |
|                          | Bernard de Froment       | LR                       | DVD                      | 832          | 32,60        | 1 037       | 39,32       |
|                          | Aurélien Chatendeau      | RN                       | RN                       | 333          | 13,05        |             |             |
|                          | Denise Laporte           | RN                       | RN                       | 333          | 13,05        |             |             |
|                          |                          |                          |                          |              |              |             |             |
| Suffrages exprimés       | Suffrages exprimés       | Suffrages exprimés       | Suffrages exprimés       | 2 552        | 92,70        | 2 637       | 91,21       |
| Votes blancs             | Votes blancs             | Votes blancs             | Votes blancs             | 113          | 4,10         | 151         | 5,22        |
| Votes nuls               | Votes nuls               | Votes nuls               | Votes nuls               | 88           | 3,20         | 103         | 3,56        |
| Total                    | Total                    | Total                    | Total                    | 2 753        | 100          | 2 891       | 100         |
| Abstention               | Abstention               | Abstention               | Abstention               | 4 686        | 62,99        | 4 549       | 61,14       |
| Inscrits / participation | Inscrits / participation | Inscrits / participation | Inscrits / participation | 7 439        | 37,01        | 7 440       | 38,86       |

### Canton de La Souterraine
| Candidats                | Candidats                | Partis                   | Nuance                   | Premier tour | Premier tour | Second tour | Second tour |
| Candidats                | Candidats                | Partis                   | Nuance                   | Voix         | %            | Voix        | %           |
| ------------------------ | ------------------------ | ------------------------ | ------------------------ | ------------ | ------------ | ----------- | ----------- |
|                          | Patrice Filloux          | PS                       | SOC                      | 988          | 45,11        | 1 305       | 58,70       |
|                          | Marie-France Galbrun     | PS                       | SOC                      | 988          | 45,11        | 1 305       | 58,70       |
|                          | Brigitte Jammot          | LR                       | DVD                      | 646          | 29,50        | 918         | 41,30       |
|                          | Jean-Marc Pioffret       | DVD                      | DVD                      | 646          | 29,50        | 918         | 41,30       |
|                          | Clothide Dumond          | RN                       | RN                       | 342          | 15,62        |             |             |
|                          | Thierry Morin            | RN                       | RN                       | 342          | 15,62        |             |             |
|                          | Marvin Bailly            | LFI                      | FI                       | 214          | 9,77         |             |             |
|                          | Murielle Faye            | LFI                      | FI                       | 214          | 9,77         |             |             |
|                          |                          |                          |                          |              |              |             |             |
| Suffrages exprimés       | Suffrages exprimés       | Suffrages exprimés       | Suffrages exprimés       | 2 190        | 94,56        | 2 223       | 91,56       |
| Votes blancs             | Votes blancs             | Votes blancs             | Votes blancs             | 75           | 3,24         | 115         | 4,74        |
| Votes nuls               | Votes nuls               | Votes nuls               | Votes nuls               | 51           | 2,20         | 90          | 3,71        |
| Total                    | Total                    | Total                    | Total                    | 2 316        | 100          | 2 428       | 100         |
| Abstention               | Abstention               | Abstention               | Abstention               | 4 538        | 66,21        | 4 424       | 64,57       |
| Inscrits / participation | Inscrits / participation | Inscrits / participation | Inscrits / participation | 6 854        | 33,79        | 6 852       | 35,43       |